# Onciale 0266
- Papyrus
- Onciale
- Minuscules
- Lectionnaire

Le Codex 0266 (dans la numérotation Gregory-Aland), est un manuscrit du Nouveau Testament sur parchemin écrit en écriture grecque onciale.

## Description
Le codex se compose d'une folio. Il est écrit en une colonne par page, de 33 lignes par colonne. Les dimensions du manuscrit sont 28 x 22 cm,. Les paléographes datent ce manuscrit du VIe siècle.
C'est un manuscrit contenant le texte de l'Évangile selon Luc (20,19-25,30-39).
Le texte du codex représenté est de type mixte. Kurt Aland le classe en Catégorie III.
Lieu de conservation
Il est conservé à la Staatliche Museen zu Berlin (P. 17034) à Berlin,.